# Gonocarpus benthamii
Gonocarpus benthamii är en slingeväxtart som beskrevs av Anthony Edward Orchard. Gonocarpus benthamii ingår i släktet Gonocarpus och familjen slingeväxter. Inga underarter finns listade i Catalogue of Life.